# Cisticola aberrans
Cisticola aberrans là một loài chim trong họ Cisticolidae.